# Высокие равнины

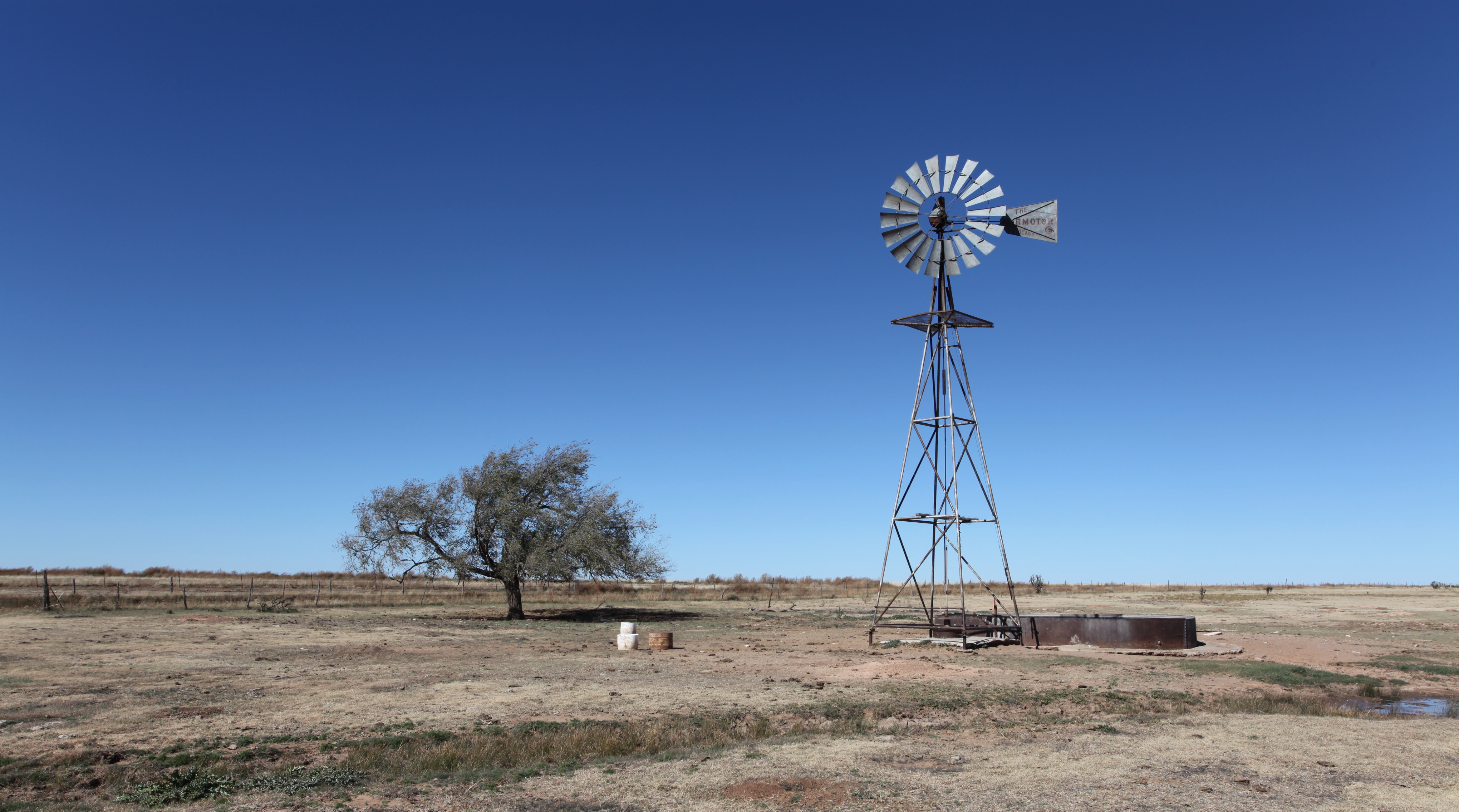
Типичный пейзаж Высоких равнин, восток штата Нью-Мексико.

Высо́кие равни́ны (англ. High Plains) — плато в центральной части США. Расположено в средней части Великих Равнин, между реками Уайт-Ривер (приток Миссури) и Канейдиан (приток Арканзаса).
Поверхность Высоких равнин плоская, высоты снижаются с запада на восток от 1700 до 500 м. От соседних участков Великих Равнин плато отделяется уступами. Высокие равнины образованы известняками и песчаниками палеозойского возраста, которые перекрываются лёссовидными суглинками (реже песками).
Поверхность плато прорезана долинами рек (Платт, Арканзас и др.), вблизи которых она глубоко расчленена густой речной и овражной сетью. На территории плато преобладает разнотравно-ковыльная степь на каштановых почвах, сильно изменённая выпасом скота. Район используется для пастбищного скотоводства, в долинах рек занимаются орошаемым земледелием.